# London Jazz Festival
Das London Jazz Festival (LJF) ist ein seit 1992 jährlich im November an verschiedenen Orten in London stattfindendes Jazz-Festival.
Konzerte finden unter anderem im Ronnie Scott’s Jazz Club, im Pizza Express Jazz Club, im Vortex Jazz Club, diversen Kirchen, alten Music-Halls und verschiedenen Theatern, in der Royal Festival Hall und im Barbican Centre statt.
Das Festival entstand aus dem älteren Camden Jazz Festival im London Borough of Camden, das ab 1973 als eine Woche dauernder Anhang (Camden Jazz Week) zum Camden Festival in diesem Nord-Londoner Stadtteil im Frühling und zeitweise zusätzlich im Herbst stattfand (außer 1982). In den 1990er Jahren endete dieses Jazzfestival und mit Unterstützung des London Arts Board entwickelte die Produzenten-Agentur Serious ein neues Festivalkonzept, das sich auf ganz London ausdehnte. John Cumming von Serious war vorher auch schon an der Organisation der Camden Jazz Week und des Bracknell Jazz Festival beteiligt. Das Festival wird in Zusammenarbeit mit BBC 3 veranstaltet. Anfangs war es im Mai, jetzt im November, und es dauert zehn Tage.
Auf dem Festival traten unter anderem Wayne Shorter, Joe Pass, Michael Brecker, George Russell, Carla Bley, Randy Weston, Gerald Wilson, Cecil Taylor, Anthony Braxton, Archie Shepp, Evan Parker, Sheila Jordan, The Bad Plus und Brad Mehldau auf.
In speziellen Projekten wurden beispielsweise hintereinander alle Kompositionen von Thelonious Monk in der Royal Festival Hall aufgeführt (von der Monk Liberation Front) und in Saxophone Massive spielten 200 Saxophonisten unter Leitung von Andy Sheppard; auch wurden Kompositionsaufträge vergeben.